# Santa Helena de Goiás
Santa Helena de Goiás este un oraș în Goiás (GO), Brazilia.